# Saragossa bergi
Saragossa bergi är en fjärilsart som beskrevs av Kusnetzov 1908. Saragossa bergi ingår i släktet Saragossa och familjen nattflyn. Inga underarter finns listade.